# Сессеньон, Стефан
Стефа́н Сессеньо́н (фр. Stéphane Sessègnon; родился 1 июня 1984, Зу) — бенинский футболист, полузащитник национальной сборной Бенина.

## Биография

### Клубная карьера
Сессеньон начинал футбольную карьеру в клубе «Рекуинс де л’Атлантик» («Атлантические акулы»), представляющий Котону — крупнейший город Бенина. Проведя в молодёжном составе один сезон, он был приглашён во французский клуб «Кретей». Первый гол за «Кретей» Стефан забил 14 января 2005 года, а его команда выиграла со счётом 3:0. Хотя «Кретей» закончил сезон на 15-м месте, игра Сессеньона оставила хорошее впечатление, поскольку он внёс основной вклад в спасение клуба от вылета.
19 мая 2006 года Сессеньон, желавший попробовать свои силы в Ligue 1, подписал трёхлетний контракт с клубом «Ле Ман». После первых 5 встреч, которые Стефан начинал на скамейке запасных (включая прямое удаление в игре с «Седаном»), он впервые появился в основном составе 4 ноября 2006 года в игре с «Осером». Через 2 недели Стефан забил свой первый гол на высшем уровне, поразив ворота «Ренна». После той игры Сессеньон стал постоянно выходить в основе «Ле Мана».
Благодаря двум хорошим сезонам в «Ле Мане», Сессеньон привлёк к себе внимание многих именитых клубов. Им интересовались «Арсенал» и «Ньюкасл Юнайтед», но футболист решил остаться во Франции, подписав четырёхлетнее соглашение с клубом «Пари Сен-Жермен». Стоимость трансфера оценивали от 8 до 10 миллионов евро. Сессеньон получил футболку с номером 10 и был определён на роль плеймейкера команды. Первый матч за ПСЖ Стефан сыграл 16 августа 2008 года против «Бордо». В следующем матче он забил единственный гол своей команды в ворота «Сошо» (1:1). По окончании сезона Сессеньон заслужил номинацию на звание «игрок года» и был включён в символическую сборную чемпионата.
Но в ходе чемпионата 2010/11 у Сессеньона случился конфликт с руководством ПСЖ, и он выразил острое желание покинуть клуб, даже не явившись на тренировочный сбор парижан в Марокко.

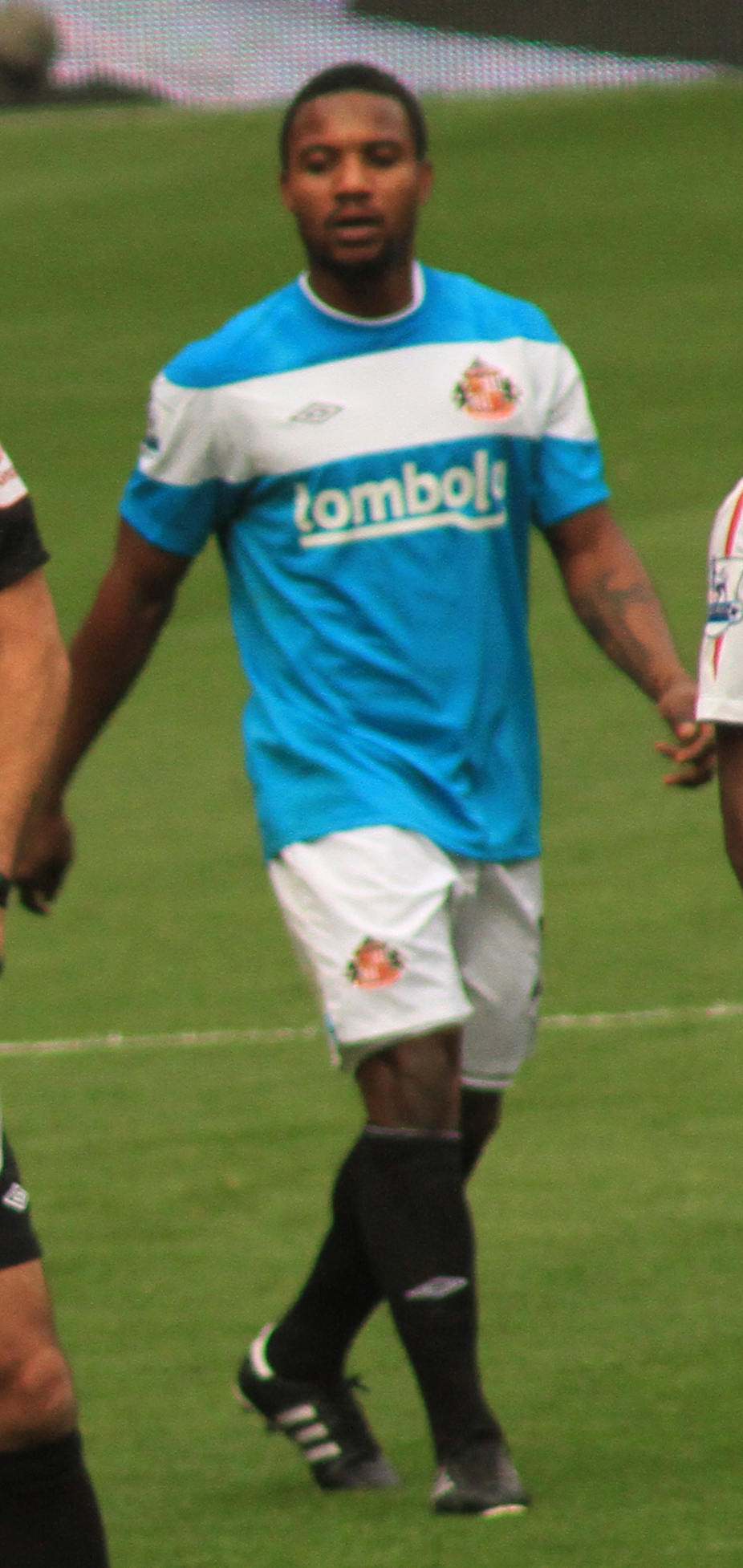
Стефан Сессеньон в составе «Сандерленда»

В конце январского трансферного окна 2011 Стефан Сессеньон перебрался в клуб английской Премьер-Лиги «Сандерленд», заключив контракт на 3,5 года. 5 февраля 2011 года полузащитник дебютировал в составе «чёрных котов» в матче против «Сток Сити», который его команда проиграла со счётом 2:3. Первый гол за «Сандерленд» забил с пенальти в матче 34 тура против «Уигана», который закончился победой «котов» со счётом 4:2.
2 сентября 2013 года перешёл в «Вест Бромвич Альбион», подписав с клубом трёхлетний контракт.

### Карьера в сборной
Впервые стал привлекаться к играм национальной сборной Бенина в ходе отборочных матчей к Кубку мира по футболу 2006 года, куда Бенин не пробился. Выступал на кубках Африки 2008 и 2010. По мнению бенинских спортивных изданий, является лучшим футболистом в истории сборной этой страны.

## Достижения
- Обладатель Кубка Франции: 2009/10
- Лучший игрок Бенина: 2004, 2005, 2006, 2007, 2008, 2009, 2010, 2011.

## Характеристика
Способен выступать на различных позициях в полузащите, обладает хорошим дриблингом и поставленным ударом.